# Muhammad Dahlan (Politiker)
K. H. Muhammad Dahlan (* 2. Juni 1909 in Desa Mandaran Rejo, Pasuruan, Jawa Timur, Niederländisch-Indien; † 1. Februar 1977 in Jakarta) war ein indonesischer Politiker der Nahdlatul Ulama (NU).

## Leben
Dahlan absolvierte seine schulische Ausbildung in Siwalanpanji und in Temuireng. Am 17. Oktober 1967 wurde er Minister für religiöse Angelegenheiten (Menteri Urusan Agama) in der zweiten Übergangsregierung von General Suharto. In der darauf folgenden ersten Präsidialregierung von Staatspräsident Suharto (Pembangunan I) fungierte er vom 6. Juni 1968 bis zu seiner Ablösung durch Mukti Ali am 9. September 1971 als Religionsminister (Menteri Agama). In seiner Amtszeit als Religionsminister führte er das Islamische Religionsfestival Musabaqah Tilawatil Quran ein, das seit 1968 veranstaltet wird.
Muhammad Dahlan war mit der Freiheitskämpferin und Politikerin Aisyah Dahlan verheiratet.